# حساسیت (اندازه‌گیری)
حساسیت در تجهیزات اندازه‌گیری به حداقل اندازه دامنه ورودی اطلاق می‌شود که باعث ایجاد تغییر در خروجی سیستم گردد.

## حساسیت کالیبراسیون
به شیب منحنی رگرسیون، حساسیت کالیبراسیون گفته می‌شود. عموماً این عدد فاقد ارزش است.

## حساسیت تجزیه ای
با توجه به آنکه حساسیت کالیبراسیون اطلاعات چندانی نمیدهد، حساسیت تجزیه ای تعریف شد که از تقسیم حساسیت کالیبراسیون بر انحراف استاندارد روش - شامل همه خطاها- بدست می‌آید. این عدد در تعیین حد تشخیص بکار میرود.